# Белозем (хълм)
 Тази статия е за хълма в Антарктика.  За селото в Южна България вижте Белозем (село).  
Белозем (62°38′08″ ю. ш. 60°20′52″ з. д. / 62.635556° ю. ш. 60.347778° з. д.) е свободен от лед хълм на полуостров Хърд, остров Ливингстън в Антарктика. Получава това име в чест на село Белозем (село) в Южна България през 1996 г.

## Описание
Върхът му е покрит с чакълеста глина, разположен на 880 m североизточно от хълм Синеморец, на 2120 m южно от нос Алеко и 3800 m на запад-югозапад от връх Резен. Издига се над края на ледник Перуника на североизток и залив Емона на северозапад, на височина 41 m.

## Картографиране
Испанска топографска карта от 1991 г. и българска топографска карта от 1996 и 2005 г.

## Карти
- Isla Livingston: Península Hurd. Mapa topográfico de escala 1:25000. Madrid: Servicio Geográfico del Ejército, 1991.
- L.L. Ivanov. Livingston Island: Central-Eastern Region. Scale 1:25000 topographic map. Sofia: Antarctic Place-names Commission of Bulgaria, 1996.
- L.L. Ivanov et al. Antarctica: Livingston Island and Greenwich Island, South Shetland Islands. Scale 1:100000 topographic map. Sofia: Antarctic Place-names Commission of Bulgaria, 2005.